# DFB-Pokal 1962/63
De DFB-Pokal 1962/63 was de 20e editie van de strijd om de Duitse voetbalbeker. Het toernooi begon op 1 juni 1963 en  de finale werd gespeeld op 14 augustus 1963. In totaal werden er 16 wedstrijden gespeeld in dit toernooi. Hamburger SV won de finale tegen Borussia Dortmund met 0-3. In de finale waren er 68.000 toeschouwers, de wedstrijd werd gefloten door Rudolf Kreitlein. De wedstrijd werd gespeeld in het Niedersachsenstadion bij Hannover.

## 8ste finale
| 1 juni 1963       |       |                          |              |
| KSV Hessen Kassel | 2 – 2 | Wuppertaler SV           | (Verlenging) |
| 1. FC Saarbrücken | 3 – 0 | VfL Wolfsburg            |              |
| Concordia Hamburg | 1 – 3 | Tasmania 1900 Berlin     |              |
| FC Bayern Hof     | 2 – 5 | Hamburger SV             |              |
| SV Werder Bremen  | 4 – 3 | VfB Lohberg              |              |
| Borussia Dortmund | 4 – 2 | Sportfreunde Saarbrücken |              |
| TSV 1860 München  | 3 – 2 | FC Schalke 04            |              |
| 1. FC Nürnberg    | 1 – 2 | Borussia Neunkirchen     |              |

## Terugwedstrijd
| 8 juni 1963    |       |                   |
| Wuppertaler SV | 3 – 0 | KSV Hessen Kassel |

## Kwartfinale
| 31 juli 1963      |       |                      |
| Borussia Dortmund | 3 – 1 | TSV 1860 München     |
| Hamburger SV      | 1 – 0 | 1. FC Saarbrücken    |
| Wuppertaler SV    | 1 – 0 | Borussia Neunkirchen |
| SV Werder Bremen  | 1 – 0 | Tasmania 1900 Berlin |

## Halve finale
| 8 augustus 1963   |       |                  |
| Borussia Dortmund | 2 – 0 | SV Werder Bremen |
| Wuppertaler SV    | 0 – 1 | Hamburger SV     |

## Finale
| 14 augustus 1963  |       |              |
| Borussia Dortmund | 0 – 3 | Hamburger SV |

Tschammerpokal:
1935 · 
1936 · 
1937 · 
1938 · 
1939 ·
1940 · 
1941 · 
1942 · 
1943 

DFB-Pokal:
1952/53 · 
1953/54 · 
1954/55 · 
1955/56 · 
1956/57 · 
1957/58 · 
1958/59 · 
1959/60 · 
1960/61 · 
1961/62 · 
1962/63 · 
1963/64 · 
1964/65 · 
1965/66 · 
1966/67 · 
1967/68 · 
1968/69 · 
1969/70 · 
1970/71 · 
1971/72 · 
1972/73 · 
1973/74 · 
1974/75 · 
1975/76 · 
1976/77 · 
1977/78 · 
1978/79 · 
1979/80 · 
1980/81 · 
1981/82 · 
1982/83 · 
1983/84 · 
1984/85 · 
1985/86 · 
1986/87 · 
1987/88 · 
1988/89 · 
1989/90 · 
1990/91 · 
1991/92 · 
1992/93 ·
1993/94 · 
1994/95 · 
1995/96 · 
1996/97 · 
1997/98 · 
1998/99 · 
1999/00 · 
2000/01 · 
2001/02 ·
2002/03 · 
2003/04 ·
2004/05 · 
2005/06 ·
2006/07 · 
2007/08 ·
2008/09 ·
2009/10 · 
2010/11 ·
2011/12 ·
2012/13 ·
2013/14 ·
2014/15 ·
2015/16 ·
2016/17 ·
2017/18 ·
2018/19 ·
2019/20 ·
2020/21 .
2021/22 ·
2022/23 ·
2023/24 .
2024/25